# 신동초등학교 (전남)
신동초등학교(新洞初等學校)는 대한민국 전라남도 장흥군 관산읍 정남진로 507-17 (신동리)에 있었던 초등학교이다.

## 연혁
- 1963년 3월 11일 관산국민학교 신동분교장 개교
- 1966년 4월 15일 신동국민학교로 승격
- 1996년 3월 1일 신동초등학교로 개명
- 1999년 9월 1일 관산초등학교로 통폐합